# بیوت سیتی (آیداهو)
بیوت سیتی(به انگلیسی: Butte City) شهری در شهرستان بیوت ایالت آیداهو است که جمعیت آن در سرشماری سال ۲۰۱۰ میلادی ۷۴ نفر بوده است.